# Never Let Me Go (Stanley Turrentine)
Never Let Me Go è un album di Stanley Turrentine, pubblicato dalla Blue Note Records nel 1963.
Il disco fu registrato al "Rudy Van Gelder Studio" a Englewood Cliffs in New Jersey (Stati Uniti).

## Tracce
Lato A
1. Trouble – 5:57 (Lloyd Price, Harold Logan) – Registrato il 13 febbraio 1963
2. God Bless the Child – 3:55 (Billie Holiday, Arthur Herzog Jr.) – Registrato il 13 febbraio 1963
3. Sara's Dance – 6:14 (Tommy Turrentine) – Registrato il 13 febbraio 1963
4. Without a Song – 5:26 (Vincent Youman, Billy Rose, Edward Eliscu) – Registrato il 13 febbraio 1963

Lato B
1. Major's Minor – 6:19 (Stanley Turrentine, Shirley Scott) – Registrato il 13 febbraio 1963
2. Never Let Me Go – 4:53 (Joe Scott) – Registrato il 18 gennaio 1963
3. You'll Never Get Away from Me – 6:06 (Jule Styne, Stephen Sondheim) – Registrato il 13 febbraio 1963

CD del 2004, pubblicato dalla Blue Note Records
1. Trouble – 5:57 (L. Price, H. Logan)
2. God Bless the Child – 3:53 (B. Holiday, A. Herzog)
3. Sara's Dance – 6:14 (T. Turrentine)
4. Without a Song – 5:26 (Youman, Rose, Eliscu)
5. Major's Minor – 6:19 (Stanley Turrentine, Shirley Scott)
6. Never Let Me Go – 4:53 (Joe Scott)
7. You'll Never Get Away from Me – 6:06 (J. Styne, S. Sondheim)
8. They Can't Take That Away from Me – 6:29 (George Gershwin, Ira Gershwin) – Bonus, non presente LP originale
  - Brani numero 6 e 8 registrati il 18 gennaio 1963

## Musicisti
Stanley Turrentine Quintet
Brani
(LP : A1, A2, A3, A4, B1 & B3  -  CD : 1, 2, 3, 4, 5 & 7)
- Stanley Turrentine - sassofono tenore
- Shirley Scott - organo
- Major Holley - contrabbasso
- Al Harewood - batteria
- Ray Barretto - congas, tamburello (tranne in "God Bless The Child")

Stanley Turrentine Quartet
Brani
(LP : B2  -  CD : 6 & 8)
- Stanley Turrentine - sassofono tenore
- Shirley Scott - organo
- Sam Jones - contrabbasso
- Clarence Johnston - batteria